# Eleutherodactylus probolaeus
Eleutherodactylus probolaeus es una especie de anfibio anuro de la familia Eleutherodactylidae.

## Distribución geográfica
Esta especie es endémica de la provincia de La Romana en la República Dominicana. Habita desde el nivel del mar hasta 600 m de altitud.

## Publicación original
- Schwartz, 1965 : Geographic variation in two species of Hispaniolan Eleutherodactylus with notes on Cuban members of the ricordi group. Studies on the Fauna of Curacao and Other Caribbean Islands, vol. 22, p. 98-123.[5]